# Enemion stipitatum
Enemion stipitatum là một loài thực vật có hoa trong họ Mao lương. Loài này được (A.Gray) J.R.Drumm. & Hutch. mô tả khoa học đầu tiên năm 1920.